# The Killing Tree
The Killing Tree (abbreviato con TKT) sono una band metalcore di Chicago, Illinois. La band è formata da Tim McIlrath (cantante dei Rise Against), Todd Mohney (chitarrista dei Rise Against dal 2002 al 2004), Geoff Reu (basso) e Timothy Remis (Batteria). Il progetto nacque da una idea di Tim McIlrath come side project rispetto ai Rise Against.

## Storia
La band nacque dalla preoccupazione di McIlrath che l'etichetta discografica dei Rise Against, Fat Wreck Chords, non lo avrebbe voluto contrattare con una band diversa, per cui tutti i membri usavano identità false durante gli show e le registrazioni utilizzando degli pseudonimi.
Lo stile musicale dei The Killing Tree è meno convenzionale rispetto a quello dei Rise Against. Le canzoni sono generalmente più lunghe e hanno più influenze provenienti dal metalcore. Anche se le voci sono principalmente gridate, molte tracce alternano urla e voci pulite. I testi tendono ad essere più scuri e con temi più violenti.
La band ha pubblicato nel 2000 il primo EP dal titolo "Bury Me at Make-Out Creek" e nel 2003 "We Sing Sin". Nel 2002 la band ha registrato e pubblicato l'unico album in studio "The Romance of Helen Trent".
The Killing Tree non hanno più suonato live dal 2004 e non pubblicano nuovo materiale musicale dal 2006 anno nel quale hanno pubblicato il singolo "Dressed To Fuck". La band si è sciolta definitivamente nel 2007 ma continua ad essere attiva sul profilo Facebook.

## Discografia

### Album in Studio
- 2002 - The Romance Of Helen Trent

### EP
- 2000 - Bury Me At Make-Out Creek
- 2003 - We Sing Sin

### Singoli
- 2006 - Dressed To Fuck

## Membri
- Tim McIlrath (James Kaspar) - voce, chitarra ritmica
- Todd Mohney (Todd Rundgren) - voce, chitarra solista
- Geoff Reu (Jean-Luc Rue) - basso
- Timothy Remis (Botchy Vasquez) - percussioni